# 전설의 조리기구
전설의 조리기구(伝説の厨具)는 요리왕 비룡에서 등장하는 가공의 조리도구 목록이다.

## 소개
전설의 조리도구의 종류는 8가지로 구성되어 있고 중국대륙에 낱낱이 흝어져 각 지역이나 지방마다 관리하고 있다. 전설의 요리사 돌솔대인(슈리)이 창작한 요리기구로 중국을 수호하는 엄청난 힘을 갖고있다. 정통요리사(비룡이나 일석 등)들이 사용하면 패룡문이 물들어 주인으로 인정하게 되지만, 만약 암흑요리계가 사용하게 되면 중국은 지배당하게 된다. 비룡일행이 나서서 암흑요리계에게 넘기기전에 만사통에게 7지역의 지도를 받고 전설의 요리기구를 찾아 모험한다. 애니메이션에는 3개밖에 찾지 않았다. 사람의 피가 닿게 되면 효력이 사라지는 특성을 갖고있다. 또한, 이 여덟 조리기구를 사용한 요리를 먹으면 불로불사가 된다는 전설이 있다.

## 목록

### 영령도
영령도는 광주에서 광주요리연합회가 관리하는 전설의 요리기구의 하나이며 칼이다. 예리한 칼날과 함께, 이 칼을 사용한 식재료는 잃어버린 신선도와 맛을 되찾게 하는 힘이 있다. 비룡과 일석의 도미요리 대결에서 비룡의 승리로 영령도의 주인이 되었다. 이때 일석이 손을 들자 진짜 일석임을 밝혔다. 하지만 피로연에서 일석을 위장한 암흑계의 앞잡이가 영령도를 훔치고 달아나다 일석과 천봉에게 저지당한다. 이때 암흑계의 앞잡이가 영령도를 이용해 할복으로 자살하면서 영령도의 영력이 사라졌다. 그러나 비룡과 아미의 황실요리대결이후에는 다시 영력을 되찾는다.

### 전룡곤
전룡곤은 상해의 전설의 요리기구의 하나로 수직 항아리이다. 상해에서 총신(부뚜막의 신)이 관리하던 요리기구로 1000년동안 지켜 화석이 되어 보관되었다. 상해 요리대결이후 비룡 일행은 암호문과 지도를 통해 전룡곤을 되찾는다. 우주의 기를 한순간에 모아, 초고속 발효와 숙성을 가능하게 하는 힘이 있다.

### 청동항아리
청동항아리는 구화산에 있던 전설의 요리기구이다. 안에 들어간 건조 재료를 보통보다 몇 백배 빠르게 원상태로 불리는 힘을 갖고있다. 사형될 뻔했던 천봉과 관련된 사건이 해결된 사례금을 받았을 때 소호가 지도를 도적단으로부터 발견한 지도가 구화산이었다. 처음에는 맹달(원 세이요)이 갖고 있었으며 그걸 이용해 구화마을 주민들을 불행하게 만들었다. (사실은 한 청년이 밭을 하다 발견하였으며 맹달덕분에 사라질 뻔한 위기에서 벗어났다고 한다.) 맹달이 쫓겨난 뒤 비룡이 손을 대자 전설의 요리기구임과 동시에 진정한 후계자를 비룡으로 인정하였다. 후에 오호성 아르칸과의 대결 후 뒷요리계에 빼앗기게 된다.

### 카루나도
카루나도는 성도의 봉황 폭포에 있던 전설의 조리도구이다. 뒷요리계 오호성 주치와의 싸움을 끝낸후, 비룡의 누나가 라후대사에게 받은 지도가 성도의 지형인것을 알려주게 되어서 찾게된다. 카루나도는 동물의 고기에 반응하여 자르는 모든 재료를 순간적으로 "정화"시키는 신비한 힘이 있다. 해산물에 반응하는 광주의 영령도와 쌍벽을 이루는 조리도구이다. 이 칼의 계승자로 인정된 훼이는 영엄한 조리도구의 힘에 두려움을 느끼며 이 조리도구를 봉황 폭포에 다시 봉인시킨다. 그 후 서태후 폐하의 생신을 기념한 「자금성 대 요리대회」에서 피이란이라는 가명으로 참가하여, 이 도구를 사용하여 예선을 통과한다.

### 탐랑호
탐랑호는 중국 5대 영산 중에 하나인 태산에 잠들어 있던 전설의 조리도구이다. 산 정상의 「벽이사」깊숙한 곳에 일곱 봉인이 있고 엄중한 경비가 펼쳐져 있는데, 뛰어난 요리사가 모든 지혜와 능력을 동원해야지만 통과할 수 있다고 한다. 뒷요리계 오호성 중 한명인 '방랑자 엔세이'가 찾아왔다. 탐랑호는 재료를 넣기만 하면 생각하는 대로 썰어주는 힘을 갖고있다.

### 영장고
영장고는 중국의 간쑤성에 위치한 둔황이라는 사막도시에 잠들어있던 전설의 조리도구이다. 속에 들어간 식재료는 영원히 신선도를 잃지 않는다.

### 옥룡창기
옥룡냄비는 황제가 머무는 북경 자금성 궁중의 대주방인 「내선방」에 잠들어있는 쌍냄비로, 모든 전설의 조리도구를 지배하는 정점에 서있는 조리도구이다. '이 냄비를 지배하는 자가 전설의 조리도구의 진정한 주인이 될 것이다'라는 말이 전해진다고 한다. 서태후 폐하의 생신을 기념한 「자금성 대 요리대회」의 우승자에게 부상으로 주어질 예정이였지만, 뒷요리계 오호성 중 한명인 '카이유'의 피가 닿아 다른 조리도구와 함께 영력이 사라졌다.